# España en los Juegos Olímpicos de Roma 1960
España estuvo representada en los Juegos Olímpicos de Roma 1960 por una delegación de 144 deportistas (133 hombres y 11 mujeres) que participaron en 16 deportes. El portador de la bandera en la ceremonia de apertura fue el gimnasta Jaime Belenguer Hervás.
Responsable del equipo olímpico fue el Comité Olímpico Español (COE), así como las federaciones deportivas nacionales de cada deporte con participación.

## Medallas
El equipo olímpico español consiguió durante los Juegos las siguientes medallas:
| Nombre | Deporte             | Competición      | Fecha           |
| ------ | ------------------- | ---------------- | --------------- |
| Oro    |                     |                  |                 |
| —      |                     |                  |                 |
| Plata  |                     |                  |                 |
| —      |                     |                  |                 |
| Bronce |                     |                  |                 |
| Equipo | Hockey sobre hierba | Torneo masculino | 9 de septiembre |

### Por deporte
| Evento              | Oro | Plata | Bronce | Total |
| ------------------- | --- | ----- | ------ | ----- |
| Hockey sobre hierba | 0   | 0     | 1      | 1     |
| TOTAL               | 0   | 0     | 1      | 1     |

## Diplomas olímpicos
En estos Juegos como venía sucediendo desde los Juegos Olímpicos de Londres 1948 y como sucedería hasta los de Los Ángeles 1984 recibían diploma olímpico los atletas clasificados hasta el sexto puesto. En total se consiguieron 3 diplomas olímpicos en diversos deportes, de estos 2 correspondieron a diploma de quinto y 1 de sexto.
| Nombre                    | Deporte            | Competición    | Fecha           |
| ------------------------- | ------------------ | -------------- | --------------- |
| 4.°                       |                    |                |                 |
| —                         |                    |                |                 |
| 5.°                       |                    |                |                 |
| Alfonso Carbajo Fernández | Boxeo              | Gallo (54 kg)  | 2 de septiembre |
| Andrés Navarro Moreno     | Boxeo              | Wélter (69 kg) | 2 de septiembre |
| 6.°                       |                    |                |                 |
| José Panizo Rodríguez     | Lucha grecorromana | 84 kg          | 31 de agosto    |

## Participantes por deporte
De los 17 deportes (20 disciplinas) reconocidos por el COI en los Juegos Olímpicos de verano, se contó con representación española en 16 deportes (17 disciplinas). 
| N.º | Deporte                        | H   | M  | T   |
| 1   | Atletismo                      | 13  | 0  | 13  |
| 2   | Baloncesto                     | 12  | –  | 12  |
| 3   | Boxeo                          | 8   | –  | 8   |
| 4   | Ciclismo en ruta               | 4   | –  | 4   |
| 4   | Ciclismo en pista              | 5   | –  | 5   |
| 5   | Esgrima                        | 8   | 3  | 11  |
| 6   | Fútbol                         | 0   | –  | 0   |
| 7   | Gimnasia artística             | 6   | 6  | 12  |
| 8   | Halterofilia                   | 2   | –  | 2   |
| 9   | Hípica                         | 8   | 0  | 8   |
| 10  | Hockey                         | 14  | –  | 14  |
| 11  | Lucha                          | 4   | –  | 4   |
| 12  | Natación                       | 8   | 2  | 10  |
| 12  | Saltos                         | 0   | 0  | 0   |
| 12  | Waterpolo                      | 0   | –  | 0   |
| 13  | Pentatlón moderno              | 2   | –  | 2   |
| 14  | Piragüismo en aguas tranquilas | 2   | 0  | 2   |
| 15  | Remo                           | 18  | –  | 18  |
| 16  | Tiro                           | 8   | –  | 8   |
| 17  | Vela                           | 11  | 0  | 11  |
|     | TOTAL                          | 133 | 11 | 144 |